# 大雪りばぁねっと。
大雪りばぁねっと。（だいせつりばぁねっと。）とは、北海道旭川市にあった特定非営利活動法人である。
2005年（平成17年）に岡田栄悟が北海道から認証を受け設立され、石狩川上流域での環境保全や、自治体のレスキュー隊に救助訓練を指導するなどの活動をしていた。2011年4月に旭川市へ監督権限が委譲された 。
後にずさんな運営問題が明らかになり、2013年（平成25年）5月15日に東京地方裁判所より破産手続開始決定を受けた。負債総額は約5億6000万円。2014年（平成26年）2月4日には代表の岡田栄悟が業務上横領容疑で逮捕、懲役6年の実刑判決を受け、2017年（平成29年）に確定した。

## 不明朗会計問題
岩手県山田町から、2011年（平成23年）3月11日に発生した東日本大震災で避難した被災者の雇用創出事業を委託されたが、後に不明朗な会計が明らかになり、旭川市、岩手県、山田町を巻き込んだ問題となった。報道によって、「旭川NPO不明朗会計問題」「大雪りばぁねっと。問題」などと呼ばれている。

### 問題の経緯
- 2011年（平成23年）
  - 3月11日 - 東日本大震災発生、その後多くの被災者が北海道へ避難。大雪りばぁねっと。が山田町で支援活動を開始。
  - 5月 - 山田町が大雪りばぁねっと。と2011年度雇用事業の委託契約を締結。
  - 7月 - アイシン精機から給湯施設の提供を打診され、山田町が受け入れを決定[7]。
  - 8月 - リース会社「オール・ブリッジ」設立
  - 12月 - 山田町に無料公衆浴場「御蔵の湯」（おぐらのゆ）開設、約1年間運営。
- 2012年（平成24年）
  - 4月 - 山田町が大雪りばぁねっと。と2012年度雇用事業の委託契約を締結。事業費7億9000万円。
  - 4月13日 - オール・ブリッジの所在地を石川県に移転[7]。
  - 12月 - 大雪りばぁねっと。に残高が75万円しかないことが発覚し、山田町は事業打ち切りを決定。大雪りばぁねっと。は従業員137人全員を解雇。
- 2013年（平成25年）
  - 1月 - 山田町が第三者調査委員会を設置。
  - 2月 - 宮古労働基準監督署が大雪りばぁねっと。を事実上の倒産状態と認定。
  - 3月 - 大雪りばぁねっと。が解散か破産を検討。岩手県は使い切った事業費7億9000万円のうち5億200万円を不適切支出と判断、補助対象外とした。そのため、山田町はそれを一般財源で穴埋め。解雇された元従業員が労働組合を結成。
  - 4月 - 町民団体が町費での穴埋めは不当だとして、町議会の解散請求書を町に提出。町の第三者委員会が報告書を公表[8]。
  - 5月 - 東京地方裁判所より破産手続開始決定を受ける。負債総額約5億6000万円。
- 2014年（平成26年）
  - 2月3日 - 山田町が岩手県警察に告訴状を提出。県警は即日受理[9]。
  - 2月4日 - 代表の岡田栄悟、妻（経理担当）、母親（旭川在住のまま給与が支払われていた）、リース会社オール・ブリッジの代表で大雪りばぁねっと。のナンバー2だった男（災害復興支援副隊長とも、以下：オール社代表）、岡田の義弟（妻の弟・リース代金として3000万円が振り込まれ、マンション購入に充てられた疑いを報じられた、(株)タレスシステムアンドファシリティーズの代表）の5名が、2012年10月9日に山田町から前払いされた事業委託料3000万円を私的に流用した業務上横領容疑で岩手県警察に逮捕される[9][10][11]。
  - 4月30日 - 大雪りばぁねっと。の元代表理事、その妻、オール社代表の初公判（業務上横領）。全員が容疑を否認[12]。
  - 11月4日 - 盛岡地裁は、オール社代表だった男に懲役2年4か月の実刑判決。被告人側は即日控訴。[13]
  - 12月18日 - 盛岡地方検察庁は業務上横領や破産法違反の容疑で送検後、処分保留になっていた男女6人（3000万円横領の容疑で逮捕された義弟、法人財産隠しの容疑で岡田（再逮捕）とともに逮捕されていた元NPO従業員の女性ほか）を不起訴処分とし、捜査を終結した[14]。岡田の高級装飾品のための事業費横領容疑なども不起訴となった。
- 2015年（平成27年）
  - 4月、オール社代表は、2014年11月の盛岡地裁での判決から、2015年3月の仙台高裁での控訴棄却および、その後の被告側の上告断念により、懲役2年4か月の実刑が確定。[15]
  - 12月18日 - 仙台高裁は、大雪りばぁねっと。元代表理事の母について、懲役2年4か月とした一審盛岡地裁判決を支持し、被告人側控訴を棄却。[16]
- 2016年（平成28年）1月19日 - 盛岡地裁は、被災者向け緊急雇用創出事業費約5300万円の業務上横領などの罪で、岡田に対し懲役6年、岡田の妻に対し懲役2年6か月の実刑判決を下した[17][5]（求刑は岡田に懲役8年、妻に懲役3年6か月であった[18]）。
- 2019年（平成31年）2月22日 - 山田町が岡田栄悟元代表理事（訴訟当時）に約6億7000万円の損害賠償を求めた訴訟の判決が出る。盛岡地裁は、勤務実態のない岡田受刑者の親族ら3人への給与、指輪や高級スーツの購入費を目的外支出として認定したうえで、それら明らかな私的流用分のみが損害であり、レンタカー代などは「事業との関連性が否定されるとはいえない」として、原告の請求の一部を棄却。岡田受刑者に約5680万円の支払いを命じた[19][20]。山田町は「損害賠償額の返還が見込めない」として、判決を受け入れ、控訴しないことを決めた。[21]しかし3月、岡田受刑者側は控訴を発表した[22]。

## 問題点

### ずさんな運営
雇用事業の委託契約では人件費以外の財産形成に事業費が使われないように50万円を超える売買はできないが、山田町の調査によると、ボート購入に600万円（インフレータブルボート。しかも特殊部隊で使用されているような機種）、車両10台購入に2900万円、その他潜水機材、1着10万円のイタリア製高級ブランドの制服、数十万円するライト購入など計2億8000万円がリース費名目で直接業者に支払われていた。また、山田町の業者には少なくとも1000万円の未払い金がある。大雪りばぁねっと。には税理士など資格を持った者がおらず、高額の売買でも領収書を保管していなかった。

### オール・ブリッジ
上記と同じ理由で建設・土木事業も出来無い、また複数年度に跨る支出も出来無い。そこで岡田代表は大雪りばぁねっと。のナンバー2の男を代表とするリース会社「オール・ブリッジ」を設立した。そしてオール・ブリッジに無料公衆浴場「御蔵の湯」を建設させ、それを大雪りばぁねっと。に貸し出し、リース料を毎年オール・ブリッジに支払っていた。
「御蔵の湯」建設の際、岩手県は2012年4月の事業検査で、建設・土木事業に当たり補助対象外との見解だったが後に一転、オール・ブリッジを介したリース事業とし、補助対象と認めた 。これに対し、県の雇用対策労働室の特命参事は事業内容を確認していなかったことを認めた。

### 山田町のずさんな事業委託
町は事業委託の際、大雪りばぁねっと。の過去の実績や、収支報告を一切確認せずに委託し、事業費全額を前払いした。また、大雪りばぁねっと。の岡田代表を町の主幹に任命したときも履歴書の提出も受けていなかった。

### 事業半ばでの従業員137人全員を解雇
2012年12月に事業費を使い切ったことを理由に従業員137人を全員解雇した。その後2013年3月に元従業員約30人が労働組合を設立し、大雪りばぁねっと。に対し、解雇予告手当の支給と解雇に至った経緯の説明と謝罪、山田町には雇用確保を求めていく方針であるとした。